# Гагарино 1-е
Гагарино 1-е — село в Пичаевском районе Тамбовской области России. Входит в Большеломовисский сельсовет. До 2010 года село являлось административным центром Гагаринского сельсовета.

## География
Село Гагарино расположено на северо-востоке Тамбовской области.
На территории села преобладают выщелочные черноземы, а также лугово-чернозёмные почвы.

## История

### Предыстория основания села
В последней четверти XVII века предпринимались некоторые меры по освоению земель северо-востока и дальнейшему продвижению к западным границам. Усиленный поток переселенцев с конца XVII на начало XVIII века и последующие годы XVIII столетия пришёлся на земли Дикого поля, где и было основано множество сёл, деревень, преимущественно состоявших из служивых людей, в этот период было основано и село Гагарино.

### XVIII век
По архивным данным село основано в 1702 году. В начале XVIII века имение принадлежало сибирскому губернатору князю Матвею Гагарину, он получил землю здесь после Полтавской битвы, когда Пётр I раздавал земли своим приближённым. В 1711—1712 годах местные земли были заселены крепостными крестьянами, государственных крестьян не было. За провинности и злоупотребления Гагарин был казнён Петром I. К этому был причастен Егор Пашков, он доставил в столицу бумаги, изъятые у губернатора. Часть владений, конфискованных у Гагарина, пожаловали Пашкову. В 1722 году имение перешло к Петру Егоровичу Пашкову, известному в качестве строителя дома Пашкова в Москве.
У Пашкова имелся собственный зверинец, который он, богатейший человек, мог себе позволить. Находился зверинец у реки Большой Ломовис, имел в окружности около пяти верст, а содержались там олени, американские козы, осетинские лошаки и прочие животные.
В 1740 году, на средства Е. И. Пашкова в Гагарине было построено каменное здание Благовещенской церкви. В 1941-м церковь была закрыта, а через 10 лет — разрушена. В настоящее время на её месте, на территории сельского кладбища, установлен памятный крест.
К концу XVIII столетия создаётся парк, который формировался по типу регулярных парков и был в крае одним из ранних и редких по планировке. О величественной красоте бывшего усадебного парка свидетельствуют остатки липовых аллей, одна из которых ведёт к пруду, заросшему камышами и ивняком. Вдоль берега пруда среди кустов сирени вьётся тропинка. Старые липы в аллеях огромны и стоят как великаны в строю. По сторонам аллей густо растёт остролистный клён, среди его деревьев островки дуба, берёзы, елей, калины, барбариса и шиповника.

### XIX век
После умершего холостым П. Пашкова имение перешло к его родственнику А. Пашкову, после которого в результате раздела наследства имение (и дом Пашкова) перешло к младшему сыну Алексею Александровичу. Он поселился в тамбовском имении, о нём в народной памяти тоже сохранилось немало легенд. Все они свидетельствуют о его жестокости. Скорее всего, это и послужило причиной пожара, случившегося в усадьбе 25 января 1815 года. Видимо, крестьяне подожгли дом. В огне погибли две дочери Пашкова и дворовая девушка. Пожар этот тоже овеян легендами. По одной из них это и не пожар был вовсе, а набег на усадьбу атамана Кудеяра со сподвижниками. Но легенды про Кудеяра были распространены в крае.
На месте сгоревшего в 1815 году дома началось строительство огромной и красивой Воскресенской церкви по индивидуальному, а не образцовому проекту, как тогда было принято строить в провинции. Церковь строилась на высоком подклете и была разделена на три части капитальными перегородками; средняя с престолом в честь Воскресения Христова, правая боковая — с престолом во имя св. Николая, левая боковая — с престолом во имя Всех Святых. В алтарную стену главного храма вмурована металлическая плита в память о погибших в пожаре. На хорах центрального храма располагались дополнительно справа — престол во имя иконы Казанской Божией Матери, слева — св. Митрофана Воронежского. Отапливать подобную громаду здания зимой было невозможно, поэтому Никольский придел был устроен теплым для зимних служб. Центральный храм (Воскресенский) был величественным и роскошным. Его громадные размеры, колонны по периметру храма, лепнина, изящные хоры, отделанные невысоким парапетом, широкий арочный свод над Царскими вратами, декоративно оформленный не в церковной, а в светской, дворцовой, манере поражал воображение. Над просторным притвором поднимались ввысь две круглые башни — колокольни. В левой была вмурована в стену плита с сообщением для потомков, что церковь построена в честь победы в Отечественной войне 1812 года. Колокола гагаринской церкви отличались особой мелодичностью; их отливали здесь же, недалеко от церкви, добавляя в литье значительное количество серебра. Автор проекта гагаринской церкви нам неизвестен, но известен заказчик и строитель этого великолепного сооружения — бригадир Алексей Александрович Пашков, кандидатура которого была рекомендована для назначения предводителем тамбовского ополчения в 1812 году. Бригадир Пашков не увидел завершения строительства храма в 1833 году, он скончался 5 декабря 1831 года и был похоронен в семейном некрополе под храмом рядом со своими близкими.
Алексей Александрович Пашков в Тамбовской губернии основал несколько сел, переселив на новые земли собственных крепостных и прикупленных в 1804—1806 годах. Среди новых селений Кирсановской округи Егорьевка (1800 г.), Александровка на Савале (1804), Александровка 2-я (1811), Алексеевка (1816), Ильинка (1816), Серебряная (1816), Медная (1816), Фёдоровка (1816), Золотовка (1816). В Моршанской округе Пашков засе¬лил деревни Сретенку (1811), Успеновку (Введенскую) и Петровскую.

### XX век
До революции имение в селе Гагарино было одним из самых богатых в Тамбовской губернии. Гагарино было большим торговым селом, через которое проходил торговый тракт Моршанск-Кирсанов. По пятницам в селе работал рынок, который территориально располагался с восточной стороны парка, где впоследствии был колхозный зерновой ток. Имелось два постоялых двора и трактир. 1917-й год стал для имения гибельным: большинство строений было разрушено, в парке было разрушено 8 кирпичных и 2 деревянных здания, имущество расхищено. В настоящее время о некогда цветущей дворянской усадьбе напоминают Воскресенский храм и часть парка с остатками липовых аллей.

#### Революция и Гражданская война
Советская власть пришла в село в марте 1918 года. Тогда же был создан комитет бедноты. первым председателем комбеда был Морозов Афанасий Антонович, убитый бандитами в 1920 году. Гражданская война всколыхнула крестьян. Лето 1920 года выдалось засушливым, положение было очень тяжёлым, но продотряды не учитывали это обстоятельство, отбирая весь хлеб и не оставляя даже на еду и семена. В связи с этим, некоторые крестьяне — жители села ушли к Антонову — одного из руководителей крупного восстания(Антоновский мятеж против советской власти во время Гражданской войны. На подавление крестьянского восстания была послана бригада Котовского, которая вначале разгромила отряды Антонова в с. Пахотный Угол, а затем в с. Малое Гагарино(Князево). Многие крестьяне — жители села были убиты, а бригада Котовского прошла через Гагарино и направилась далее на Пичаево.

#### Коллективизация
7 ноября 1929 года в газете «Правда» появилась статья Сталина «Год великого перелома» 

В статье говорилось «о коренном переломе в развитии нашего земледелия от мелкого и отсталого индивидуального хозяйства к крупному и передовому коллективному земледелию». Началась коллективизация, которая в с. Гагарино завершилась в 1931 году. Тогда на территории села было создано 4 колхоза: 2 колхоза в первой части села — это «Новый свет» (председатель Медведев Андрей Владимирович) и «Красный пахарь» (председатель Крючков Семён Степанович) и 2 колхоза во второй части — «Новый труд» (председатель Орешкин Никифор Евдокимович) и «Волна революции» (председатель Орешкин Павел Васильевич). В проведении коллективизации большую роль сыграли сельские Советы. Первым председателем сельского Совета был Крючков Дмитрий Андреевич.

#### Село в период Великой Отечественной войны
В 1941 году в село пришла Великая Отечественная война, началась мобилизация. Из села на фронт ушли 400 человек. Те, кто оставались в селе, своим трудом поддерживали фронт. За руль тракторов и штурвалы комбайнов сели юноши и девушки, они заменили своих отцов и старших братьев, ушедших на фронт. Не хватало горючего, машин, многие работы выполнялись вручную, часто пахали на коровах. За время войны жители села сдали в фонд Армии много тёплых вещей, тонны хлеба. Жители села так же внесли посильный вклад в сбор средств на строительство танковой колонны «Тамбовский колхозник». С фронта не вернулись 262 жителя села. К 50-летию Победы в селе установили памятник погибшим.

#### Послевоенный период
Большие трудности преодолели колхозники села в послевоенные годы по восстановлению разрушенного войной хозяйства. Восстановление хозяйства усугубилось последствиями тяжёлой засухи 1946 года. Правительство оказало тогда тамбовским крестьянам большую помощь семенами и сельскохозяйственными машинами. Благодаря упорному труду хлеборобов уже к 1947 году были достигнуты первые успехи. 

В 1950 году началось укрупнение колхозов. Из колхозов первой части с. Гагарино и сретенского колхоза им. Стаханова был образован колхоз им. Мичурина, а из колхозов второй части с. Гагарино и введенского колхоза «Красная деревня» был образован колхоз «Красная звезда». Председателями колхоза стали Щербаков Иван Фёдорович и Марусев Михаил Васильевич. Затем их сменили Баранов Филипп Фёдорович и Соломатин Анатолий Дмитриевич. В 1959 году оба колхоза объединились в один колхоз имени Мичурина, председатель — Баранов Филипп Фёдорович.

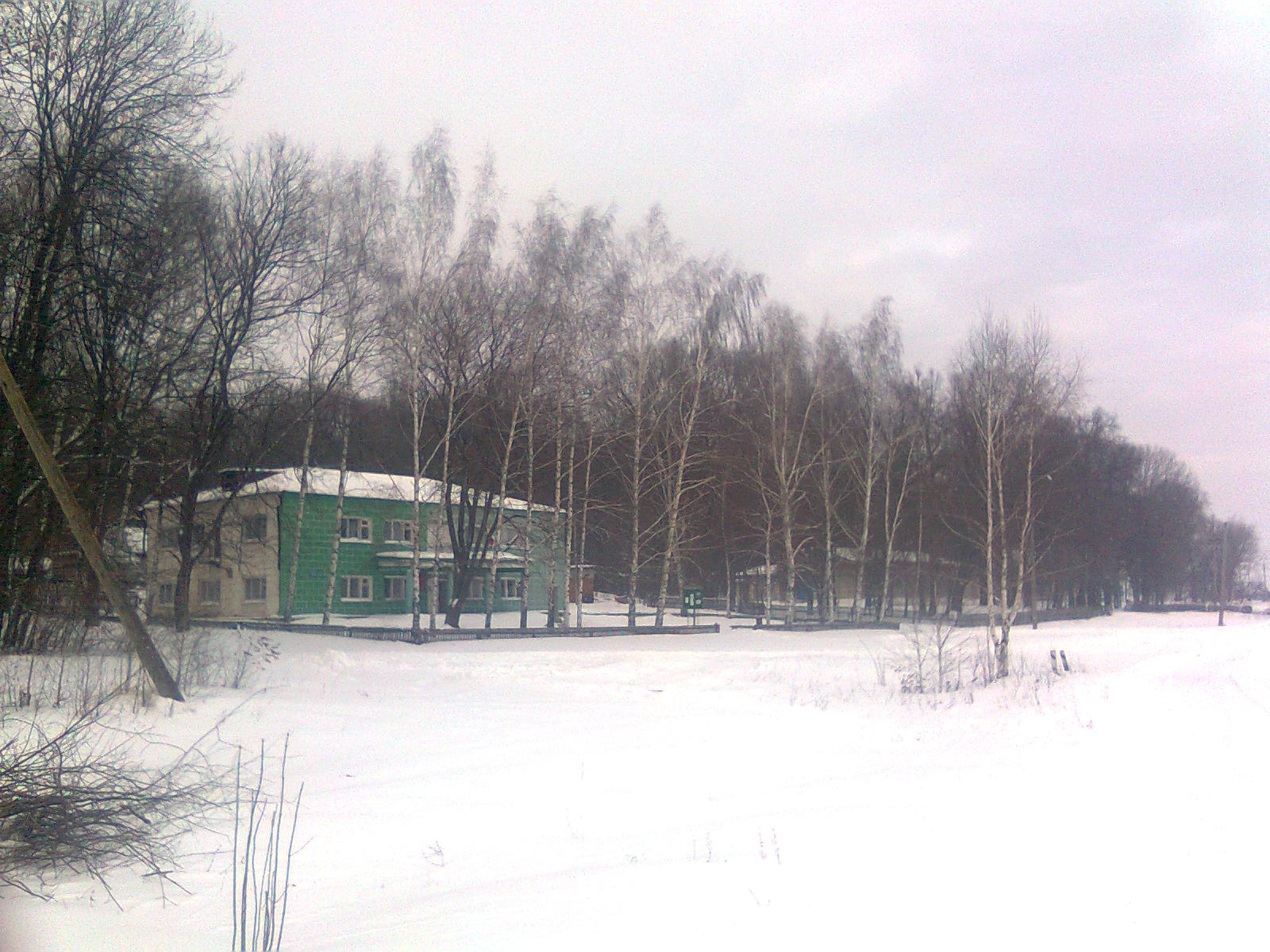
Здание правления колхоза

В 1962 году колхоз им. Мичурина был переименован в колхоз им. XXII съезда КПСС, в 1963 году председателем стал Афанасьев Николай Иванович. Постепенно происходили сдвиги в культурной жизни села. В 1967 году село было электрифицировано. До подключения к государственной энергосистеме в селе были две маленькие электростанции, одна из которых находилась за зданием сельского магазина. В 1969 году село было радиофицировано, тогда же было построено здание сельского дома культуры. В 70х годах были построены животноводческие комплексы, сельскохозяйственные производственные сооружения и двухэтажное здание правления колхоза. В начале 80х годов был построен детский сад, в здании которого в 90х годах располагалась сельская пекарня и по настоящее время начальная школа. С 1983 года в селе колхоз развернул жилищное строительство, было построено около 60 домов для специалистов колхоза. Так же было построено жильё для переселенцев из Сосновского района. Функционировало множество объектов социальной сферы — два магазина, неполная средняя школа, детский сад, колхозная баня, участковая больница, библиотека, дом культуры, почта, сберегательная касса, аптека. Имелась гостиница для проживания сезонных рабочих.

#### 1990-е годы

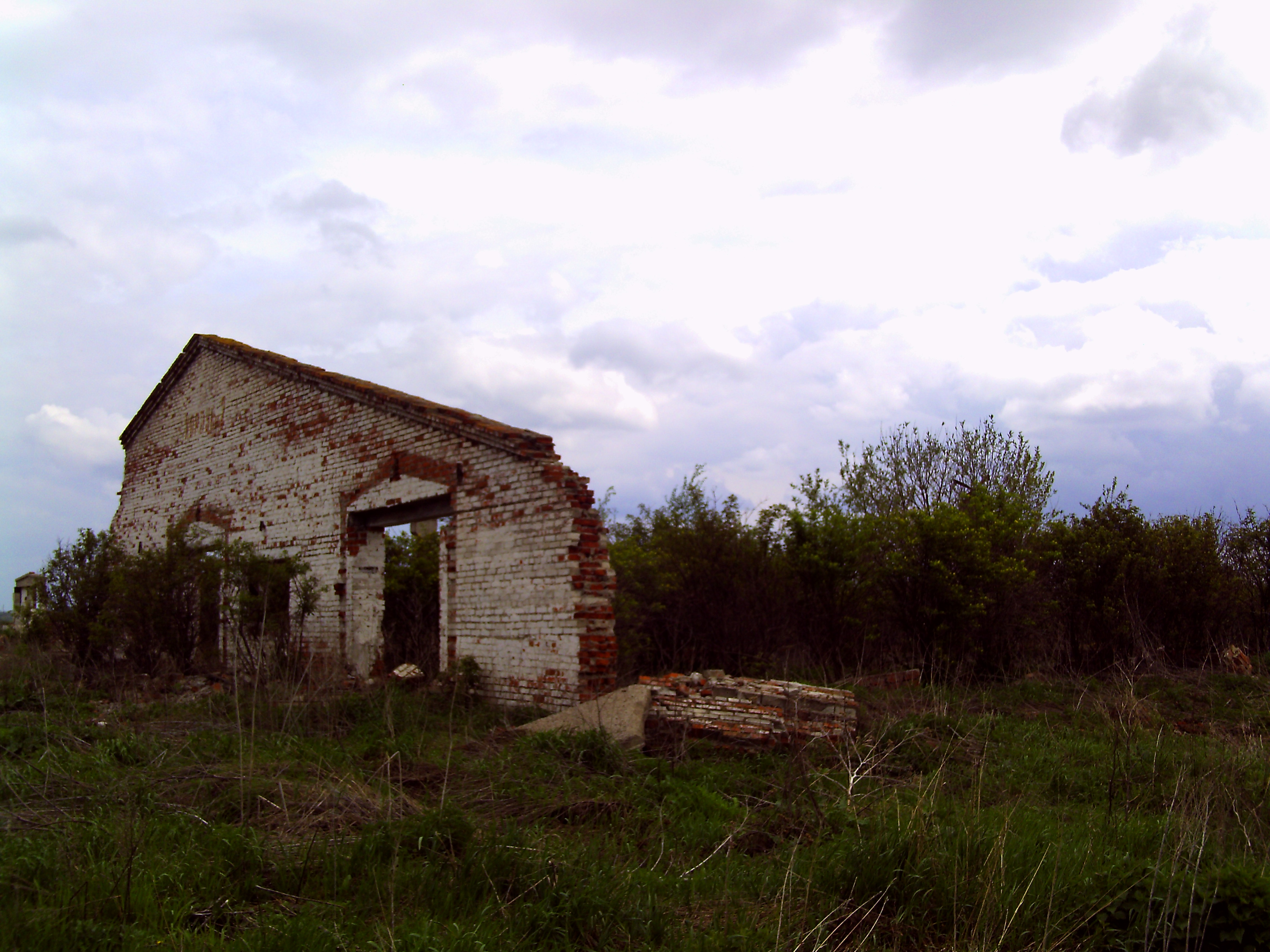
Развалины колхозного коровника

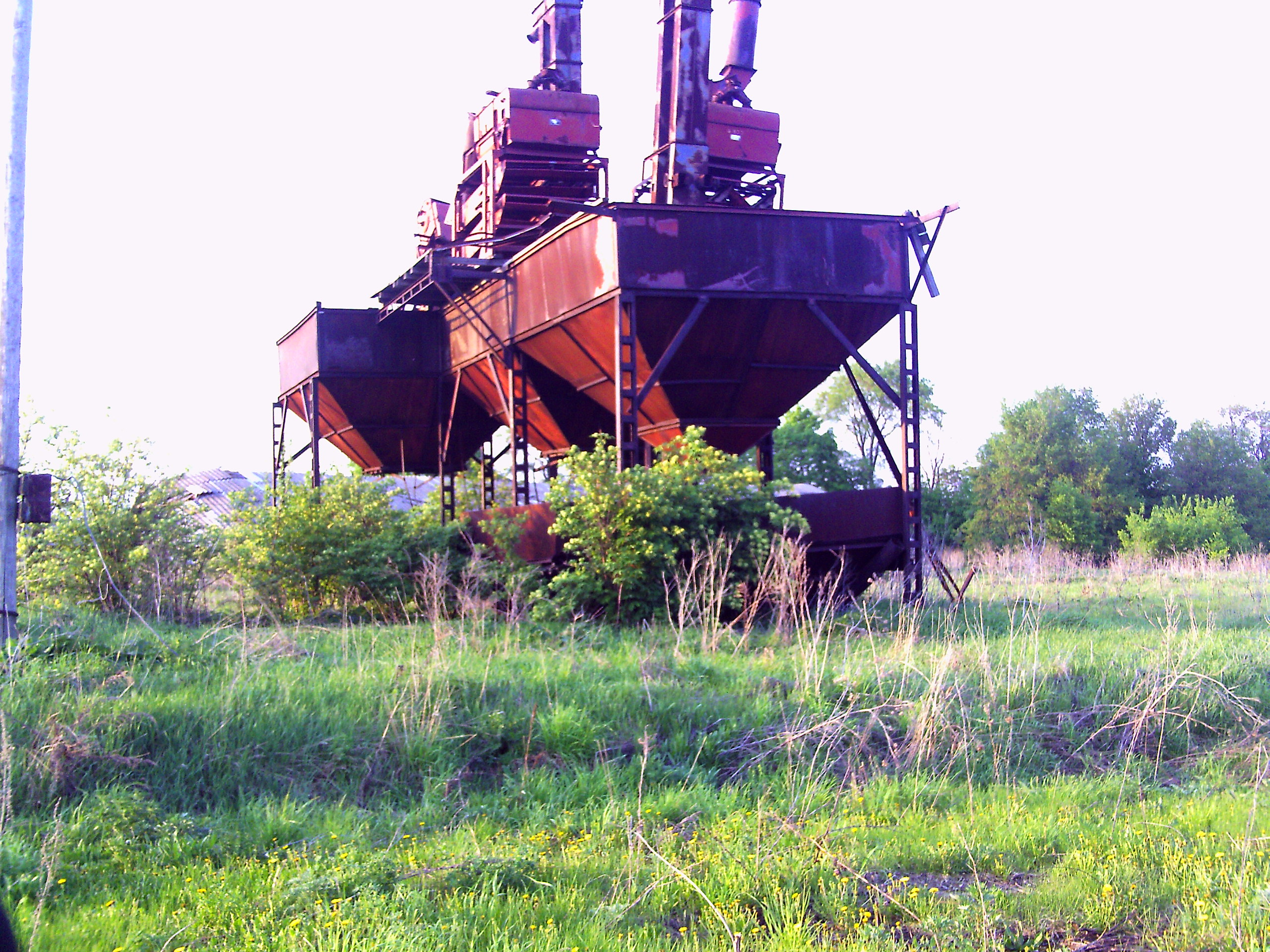
ЗАВ20 на бывшем колхозном току

В начале 1990-х годов положение колхоза оставалось относительно стабильным, но постепенно экономическое положение ухудшалось. Обычным делом стали задержки зарплаты или оплата продуктами производства — кормами для домашнего скота, сахаром, мукой, растительным маслом, телятами, поросятами и т. д. Закрылся детский сад, в здании которого по настоящее время располагается начальная школа. В связи с высокими темпами инфляции были введены талоны на хлеб местного производства. Обычной практикой стало отключение электричества на несколько часов в часы пиковой нагрузки за неуплату. Также почти полностью было отключено уличное освещение. В 1997 году колхоз был переименован в сельскохозяйственный производственный кооператив «Гагаринский». В феврале 1998 года председателем стал Юкальчук Вячеслав Николаевич.

### XXI век

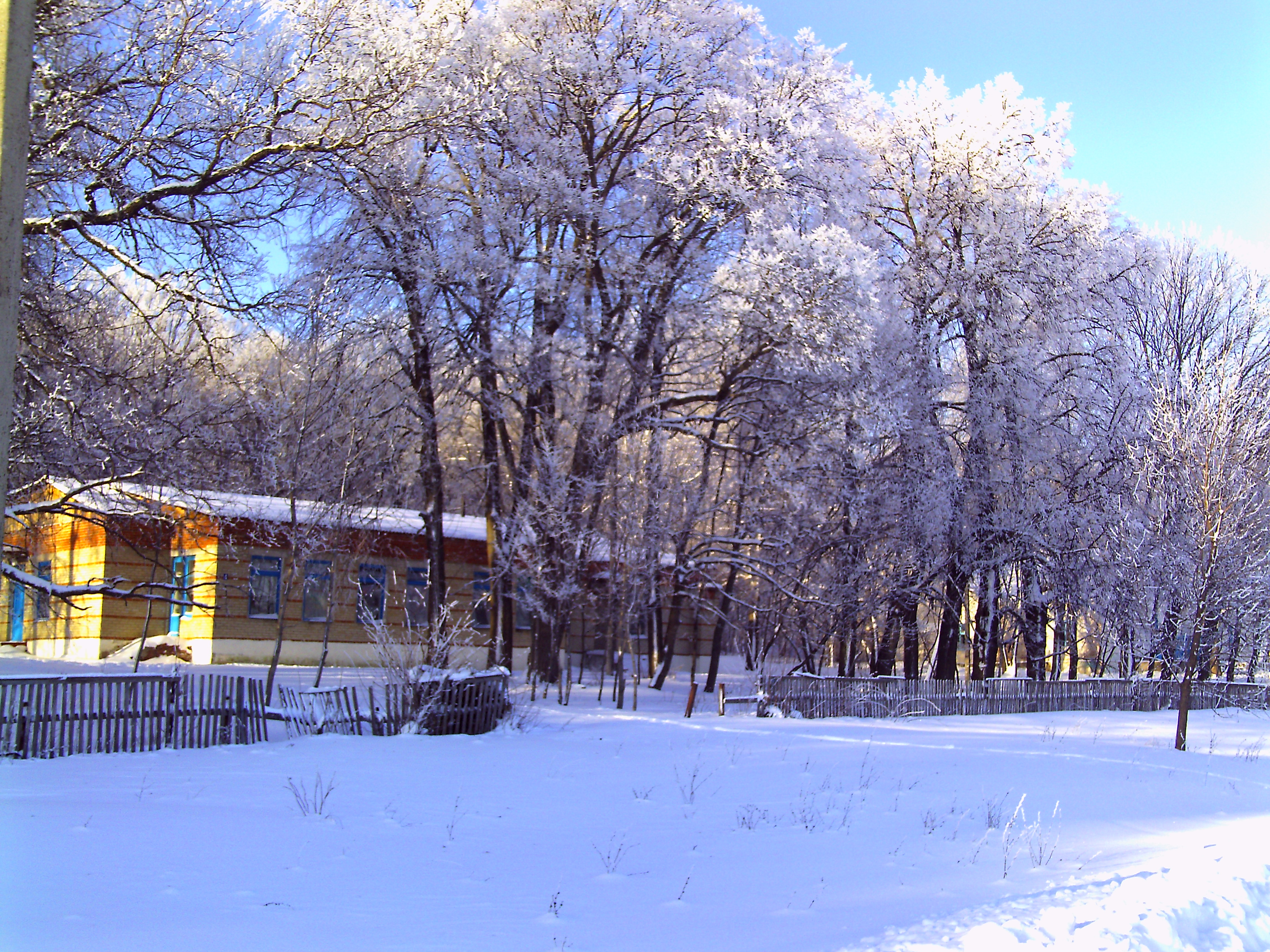
Начальная школа в здании бывшего детского сада

В начале первого десятилетия XXI века прекратил своё существование СХПК «Гагаринский», были до основания разрушены животноводческие помещения, здание гостиницы, ремонтные мастерские. Были сданы на металлолом остатки бывшей колхозной техники. С исчезновением рабочих мест основным источником дохода большинства работоспособного населения стало собственное домашнее хозяйство. Бывшие колхозные земли в последнее десятилетие обрабатывали несколько сменяющихся арендаторов.
В 2008 году началась газификация села, «голубое топливо» пришло в дома многих жителей села, силами арендующего местные земли сельскохозяйственной фирмы был построен новый мост через р. Большой Ломовис, ведётся асфальтирование дороги к селу. Стала доступна сотовая связь, стал постоянно функционировать сельский магазин, имеется штат социальных работников для нуждающихся в уходе жителей села, но одновременно с приходом данных благ цивилизации закрылась неполная средняя школа, осталась начальная в статусе филиала Б.Ломовисской средней школы. Закрылась участковая больница, в последнее время функционирующая в виде ФАПа, но фактически и неофициально имевшая статус дома престарелых для одиноких жителей села преклонного возраста. Прекратился показ фильмов на кинопроекторе в СДК, где соответствующее оборудование до последнего времени киномеханик Орешкин Виктор поддерживал в работоспособном состоянии. Автобусное сообщение с райцентром сохранилось по вторникам и пятницам, для перевозки учеников имеется школьный автобус. Функционирует библиотека, СДК, где проводятся собрания, концерты и проводятся дискотеки.

## Владельцы имения до 1917 года
1702—1721 — Матвей Петрович Гагарин (1659—1721), один из ближайших сподвижников Петра I, первый губернатор Сибири (1708—1721);
1722—1736 — Егор Иванович Пашков (1684—1736), бригадир, член Военной коллегии, вице-губернатор Воронежской губернии (1728—1834), губернатор Астраханской губернии (1835—1836). На средства Е. И. Пашкова в 1740 году в Гагарине было построено каменное здание Благовещенской церкви;
1764—1798 — Пётр Егорович Пашков (1726—1798). При П. Е. Пашкове усадьба в Гагарине стала одной из богатейших в Тамбовской губернии: великолепный парк, цветочные клумбы, аллеи; зверинец (олени, лоси, дикие козы, лисицы и пр.); два завода — винокуренный и конный;
1809—1831 — Алексей Александрович Пашков (1765—1831), бригадир, предводитель Тамбовского народного ополчения в 1812 году, прадед великого русского полководца Михаила Дмитриевича Скобелева (1843—1882); на его средства в Гагарине был построен Воскресенский храм;
1833—1842 — Дарья Алексеевна Полтавцева (1798—1842), урождённая Пашкова, бабушка М. Д. Скобелева, стала прообразом героини повести А. С. Пушкина «Барышня-крестьянка»;
1843—1854 — дети Д. А. Полтавцевой, в их числе Ольга Николаевна Скобелева (1823—1880) — мать М. Д. Скобелева; после окончания Русско-турецкой войны 1877—1878 гг. возглавляла попечительский совет Болгарского отделения Красного Креста. В детские годы М. Д. Скобелев бывал в Гагарине вместе с матерью и дедом — Иваном Никитичем Скобелевым (1778—1849), одним из героев Бородинского сражения, генералом от инфантерии;
1891—1917 — Александр Александрович Козлов (1837—1924), генерал-губернатор Москвы в 1905 году.

## Храм Воскресения Христова
Воскресенский храм был возведён в 1815—1833 годах владельцем имения, одним из богатейших помещиков Тамбовской губернии А. А. Пашковым в ознаменование победы над Наполеоном. Храм был построен на возвышенном месте на левом берегу реки Большой Ломовис.
В 2022 году храм был включён в список зданий, обладающих признаками объектов культурного наследия.

## Больница

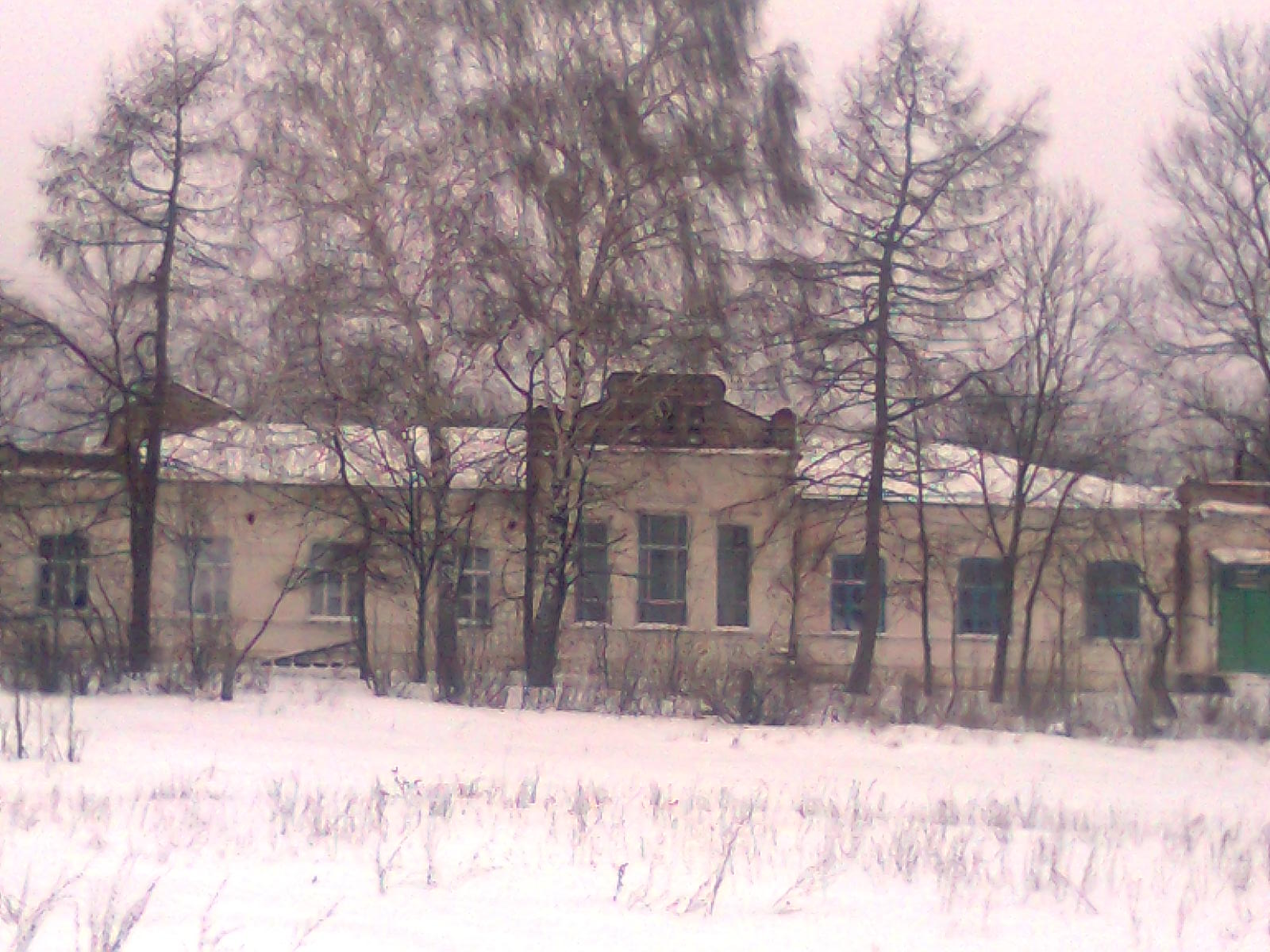
Больница в с. Гагарино

В 1916 году начала работать, она В 1914 году земской управой в селе начала строиться больница. В связи с начавшейся Первой мировой войной, строительство было прервано. В 1916 году австрийскими военнопленными, взятыми в плен на русско-германском фронте, были выполнены отделочные работы, и больница начала работать. Хорошую память о себе оставили лекарь Меркин и врач Романова Анна Анатольевна. Очень долго врачом в больнице работала Янченкова Елена Дмитриевна.

## Парк
Начало XVIII века — это время расцвета парковой культуры в России. Все парки разбивались по общепринятой планировке: липовые аллеи, пруд, теплица, фруктовый сад. Во фруктовом саду росло 9 сортов яблонь, 3 сорта груш, барбарис, каштаны. В парке был прекрасный цветник. Росли чайные розы, пионы, тюльпаны, нарциссы, жасмин. Парк был обнесён изгородью. Для охраны использовались собаки. Работало здесь 6 садовников, кроме того нанимали до двух десятков вольнонаёмных рабочих.
 В настоящее время парк резко изменился. Меньше стало дорожек и тропинок, больше дорог по которым ездят на машинах и тракторах. Деревья становятся старыми, во время бурь падают или теряют огромные ветви. Население вывозит мусор в парк. Нет прежней чистоты, порядка, но осталось величие парка.

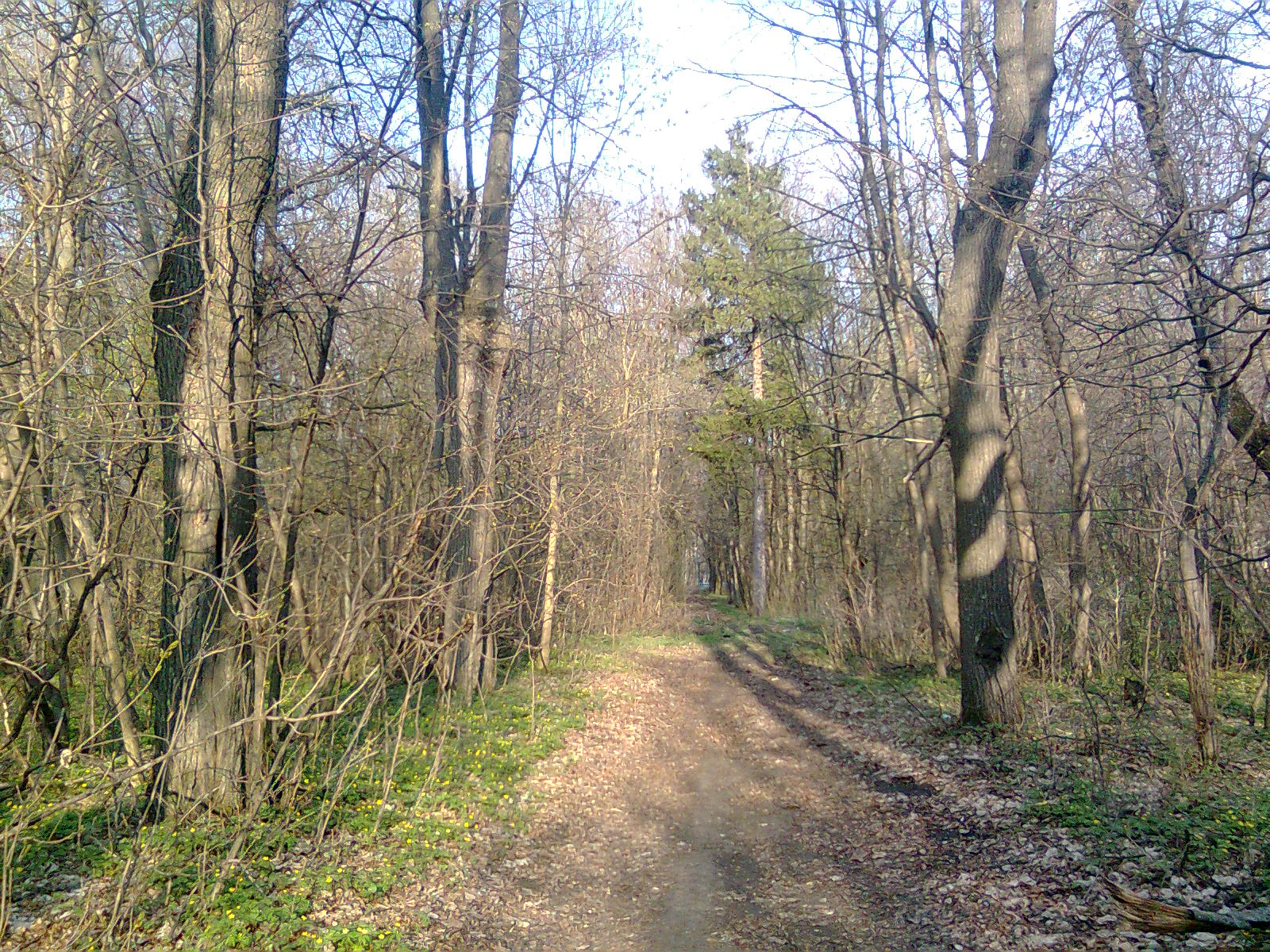
Парк весной

Почва в парке в основном чернозёмная, кое-где встречаются серые и подзолистые. Основными видами деревьев являются: клён, дуб, липа, берёза, осина, ольха, тополь, встречаются высокие стройные сосны с шарообразными кронами, предположительно, это остатки некогда сосновой рощи. Центром Гагаринского парка являются две липовые аллеи, которые хорошо сохранились до настоящего времени. Сейчас липы огромные, стоят как великаны в строю. В центре одной из аллей находится холм, на котором была беседка. По обе стороны аллей густо растёт остролистый клён. Его кроны высоко шумят над головой. В буйном кленовом половодье встречаются островки дуба, берёзы, вяза.
Под ногами травяной покров отсутствует. Полог настолько густой, что солнечный луч не может его пробить. Тут сумрачно, но не сыро. Здесь можно встретить фруктовые и ягодные кустарники: вишню, барбарис, калину, шиповник. Весной расцветает много хохлаток, гусиного лука, ветреницы дубравной, первоцвета. Одна из липовых аллей ведёт прямо к пруду. Он небольшой. По краям порос камышом, а с берега в него свешиваются ветви плакучих ив и ольхи.
Около пруда рядком стояли ели. Сейчас сохранилась только одна. Парк был перерезан многочисленными тропинками, дорожками, пересекающими друг друга и сходившимися в центре, где расположена Большая поляна. Но на Большой поляне сейчас уже не так много свободного места, потихоньку она зарастает. Разнообразен и животный мир парка: зайцы, лисы, куницы, белки, хорьки, ужи, лягушки, жабы. Много муравейников. Из птиц встречаются: совы, соловьи, грачи, дятлы, скворцы, синички, снегири, клесты.

Из воспоминаний старожилов: 
Справа от пруда из-под корней, на вершине песочного ската бил родничок: вода тихо звеня, стекала по песку на красноватое дно выемки, где росли маленькие белоголовые цветы
Были хорошо убраны цветочные и липовая аллеи. В парке дорожки были всегда чистыми и их даже посыпали песком. Пруд так же содержался в хорошем состоянии. Вода в нём была прозрачная, а дно выложено кирпичом. Внутри усадьбы стояли барские дома. Так же там были клумбы со многими цветами. В парке был фруктовый сад и лесопарк с красивыми деревьями. На холме, около липовой аллеи, была беседка. Сюда прибегали дети. На месте двух ям стояли барские дома. Вся же усадьба охранялась собаками.

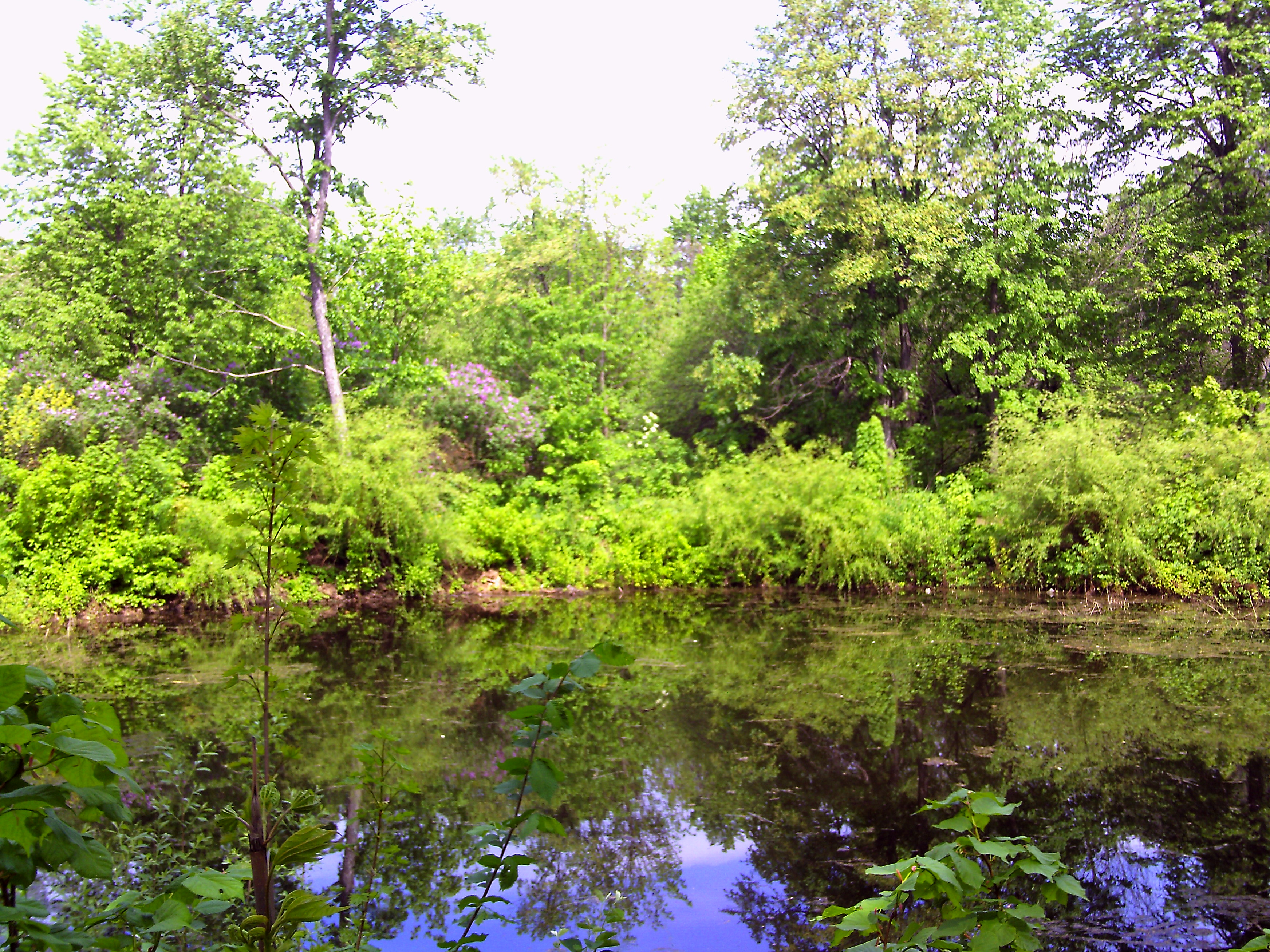
пруд

В центре парка находились пруд и беседка.

Вода в пруду была со самым краям, порой выходила из берегов. Он был окружен прекрасными ивами. Их длинные ветки склонялись к воде и плавали в ней. К пруду был один проход. Около него были лавочки. Вода в пруду была чистая, прозрачная на столько, что через неё можно было увидеть дно, выложенное камнями.

Беседка находилась на холме. Там барыня пила чай и отдыхала. Беседку окружали липы. Они своими ветками наклонялись к беседке и сквозь них нельзя было увидеть ни света, ни неба, ни солнца, но зато там не было ни мух, ни комаров.

В парке было множество аллей, одна из них липовая аллея. Вдоль её двух сторон стояли ряды лип, расположенных друг от друга на одном расстоянии. Сама аллея была выложена кирпичом и булыжником. Другие аллеи были не менее прекрасны. С обеих сторон их росли дубы, ясени, цвели розы, георгины, хохлатки.

В таком состоянии парк находился до войны. С началом войны, парк стали вырубать, потому что он был единственным источником тепла. Умные люди собирали с земли сухие ветки, спиливали сухие деревья, а другие люди срубали все на своем пути

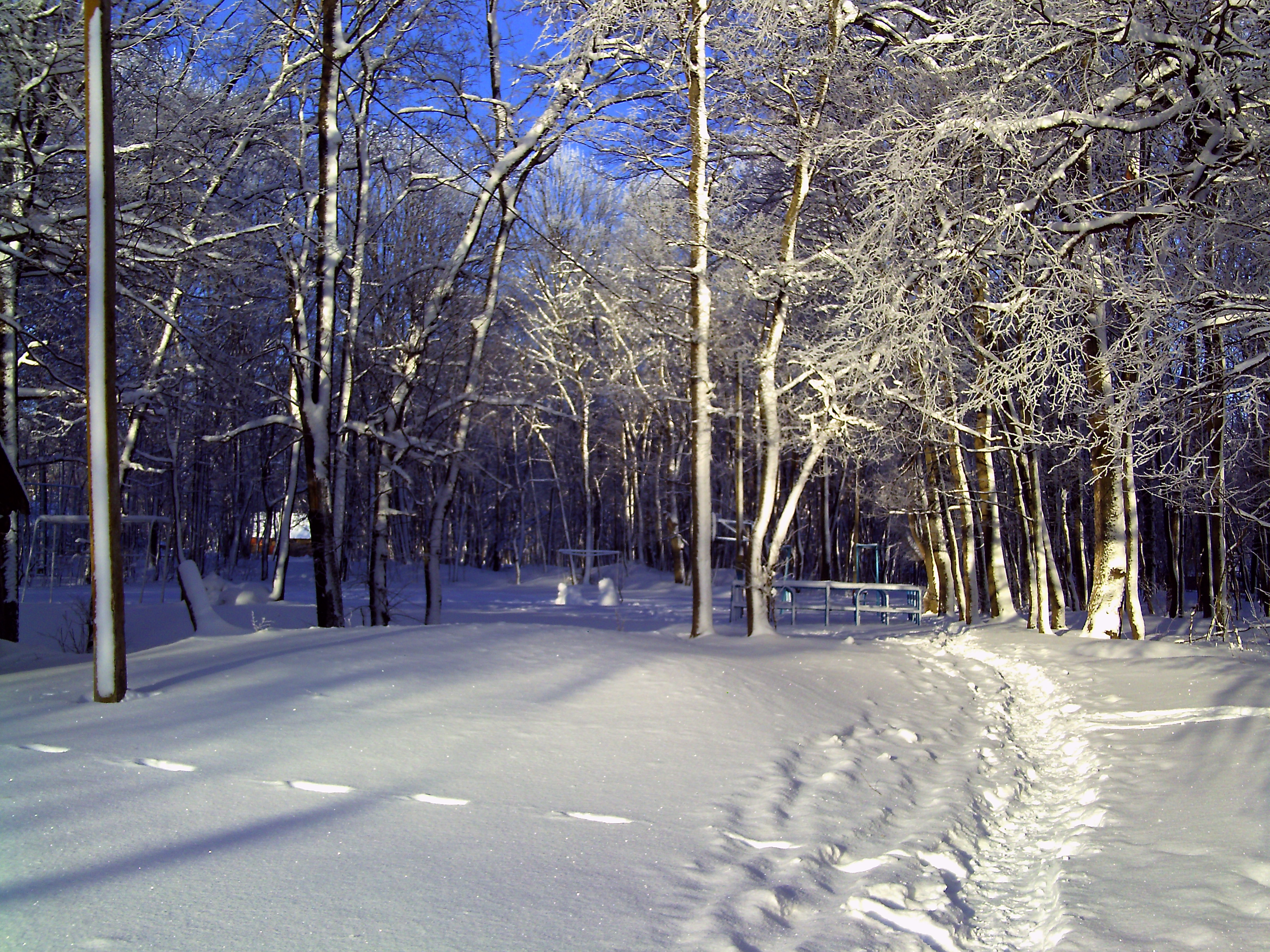
Зима в парке

Так о парке писали ученики гагаринской школы, собиравшие вместе со своей учительницей Татьяной Михайловной Зиновьевой сведения по истории своего села:
Парк прекрасен в любое время года: весной, когда распускаются ландыши и парк полон благоуханий и птичьего гомона; осенью, когда обилие разнообразных ярких и золотых красок делает его похожим на расписной терем, и зимой, когда деревья в белоснежных сверкающих покровах

## Фотогалерея

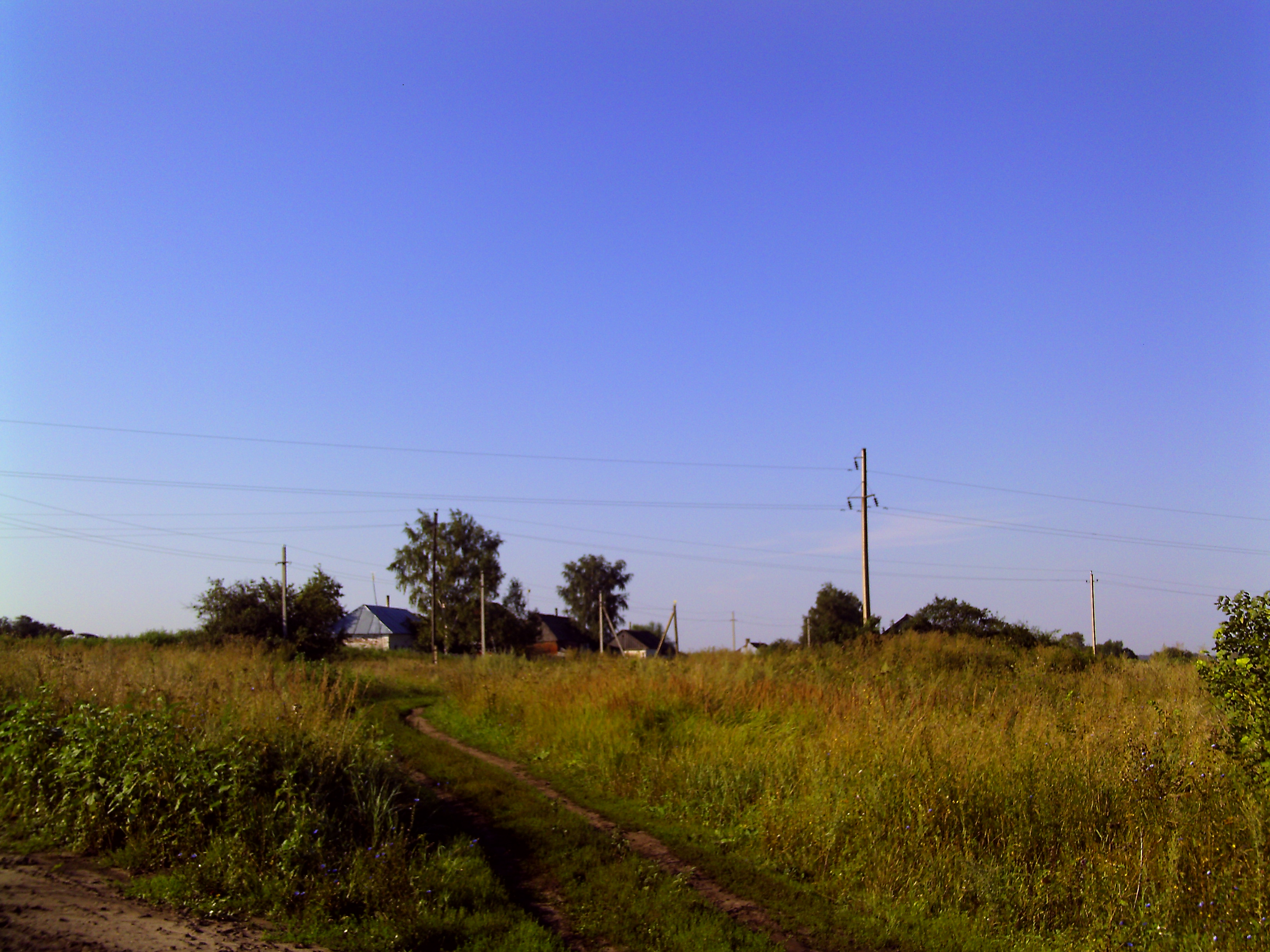
Деревня Сретенка летом
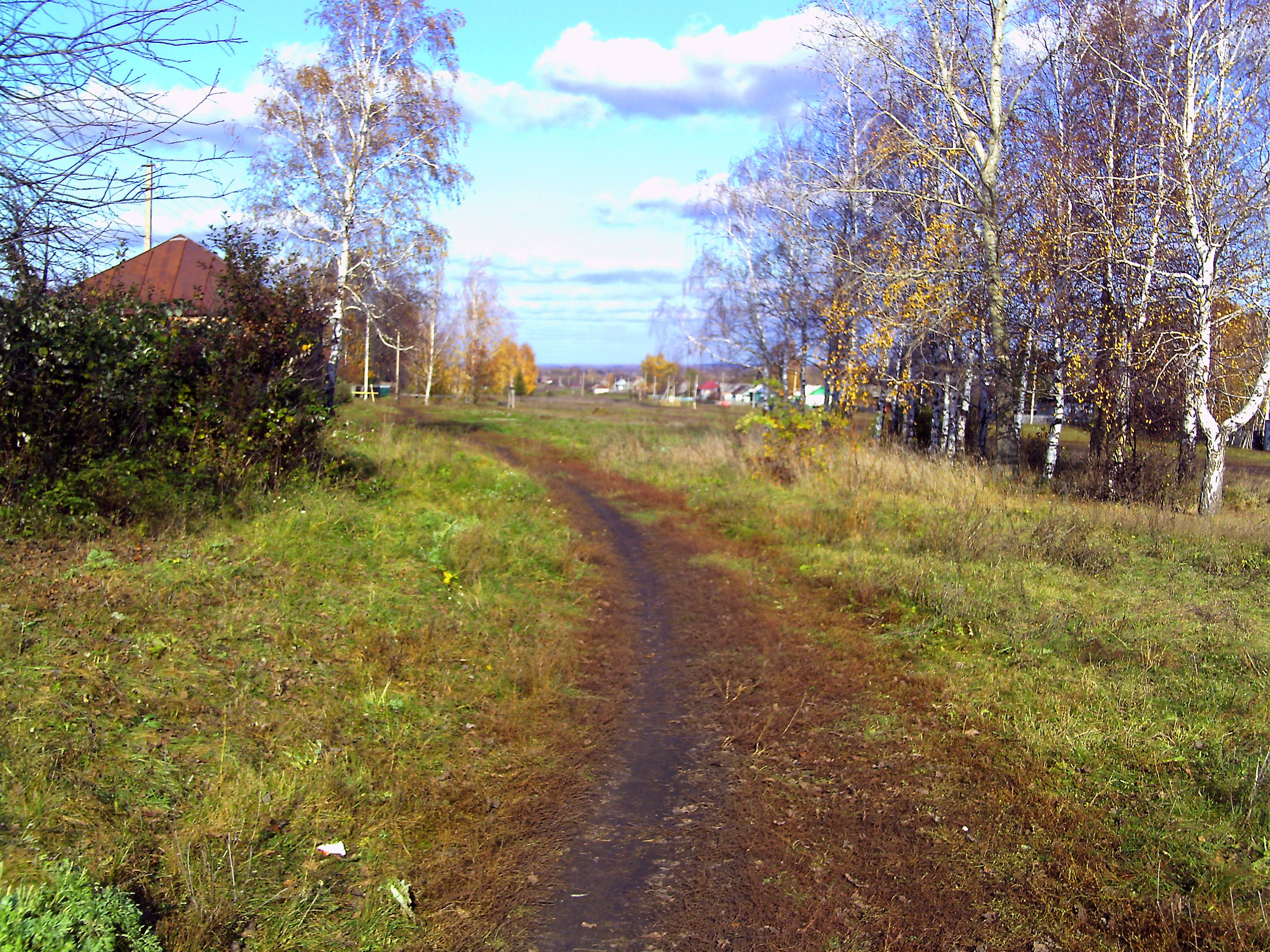
Село Гагарино осенью
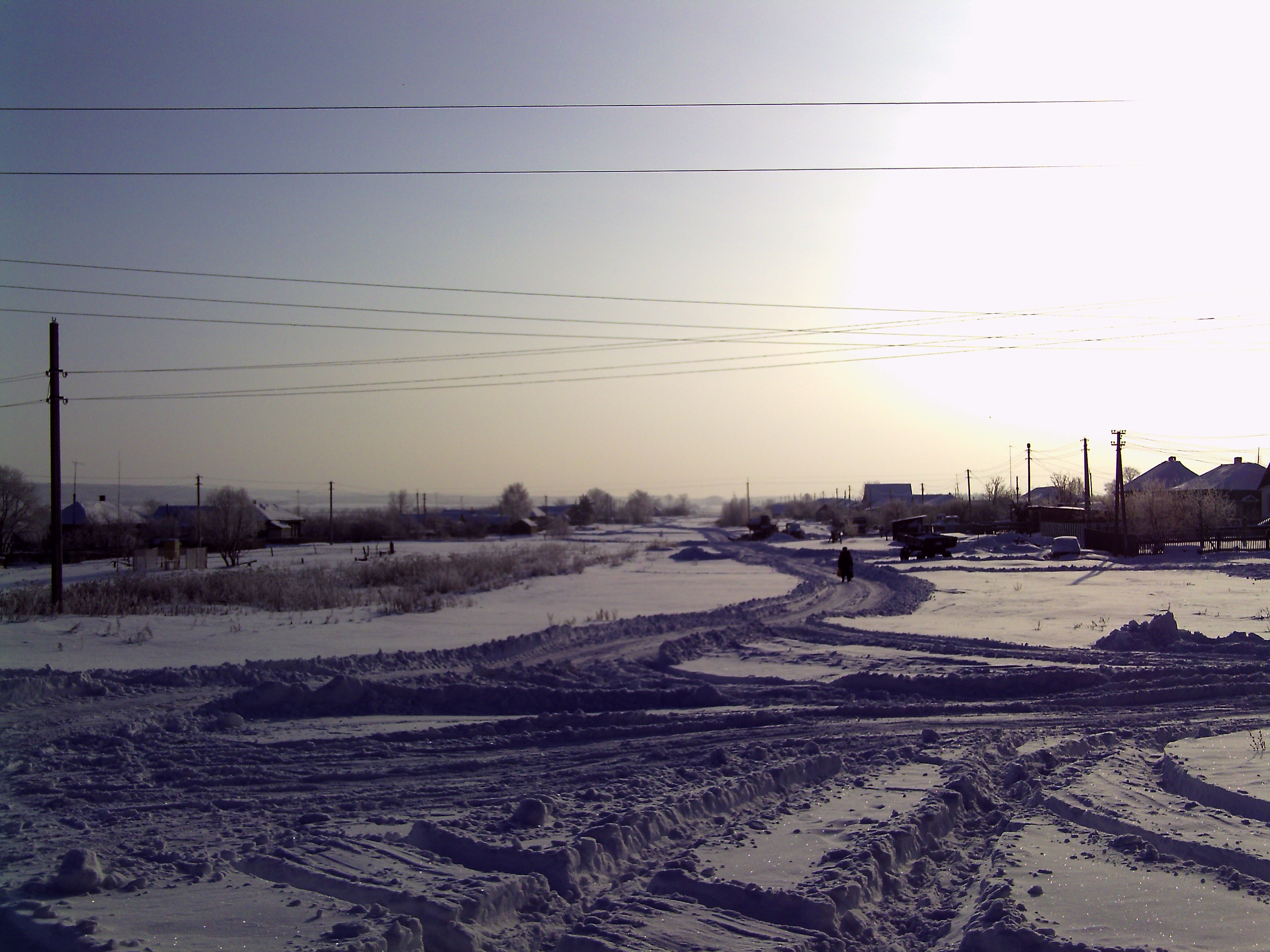
Гагарино-I
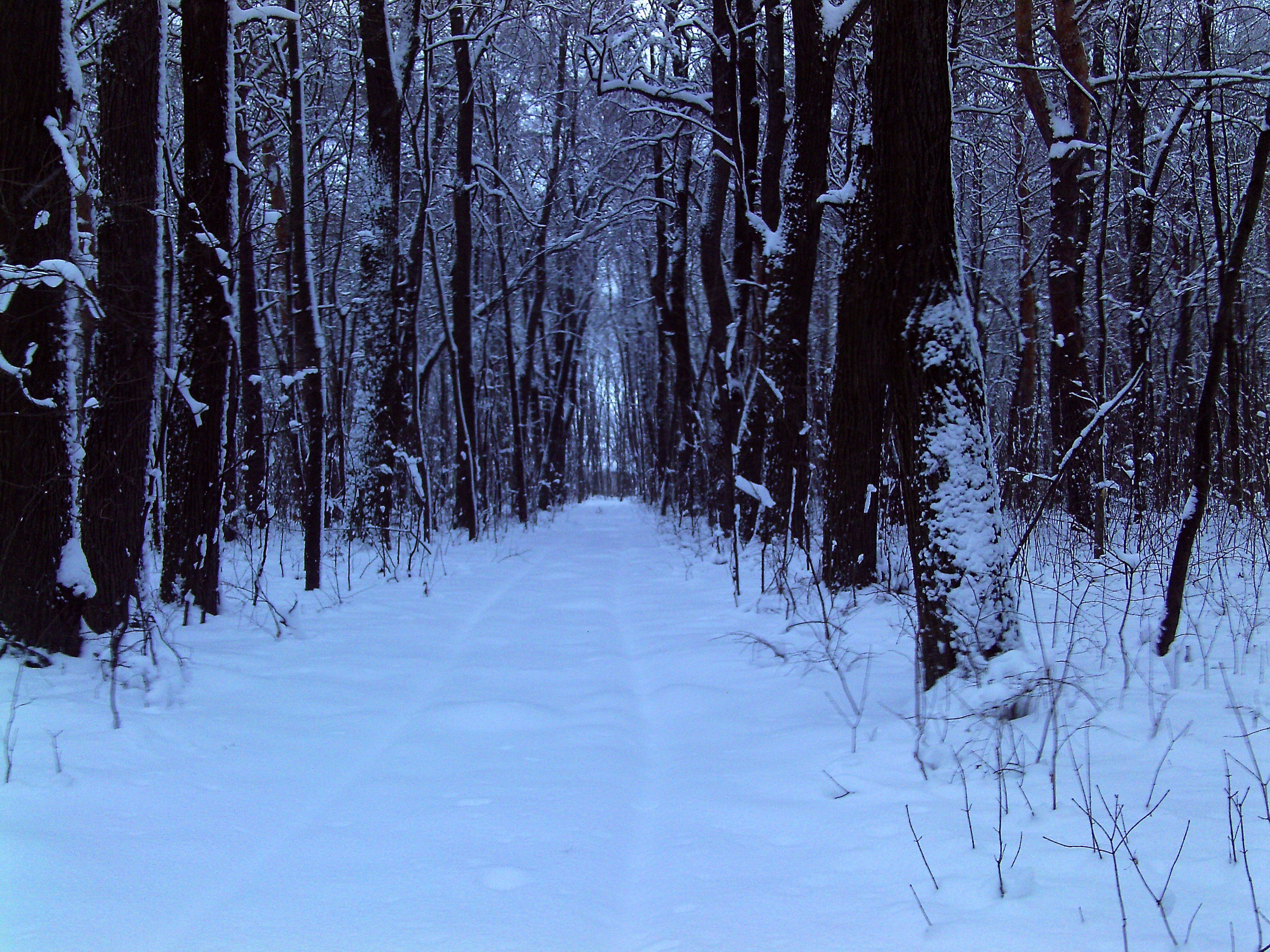
Липовая аллея в парке
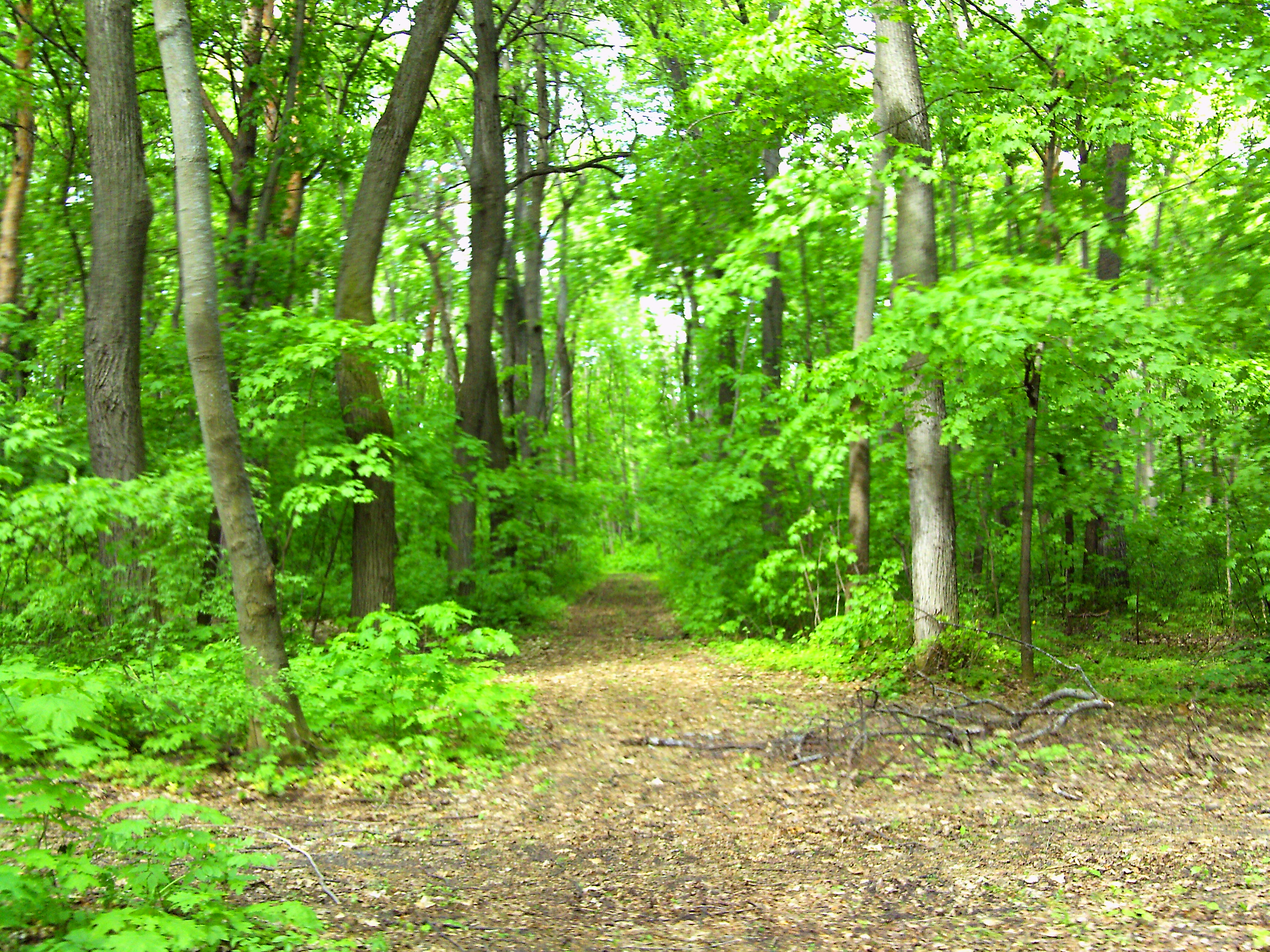
Весна в парке
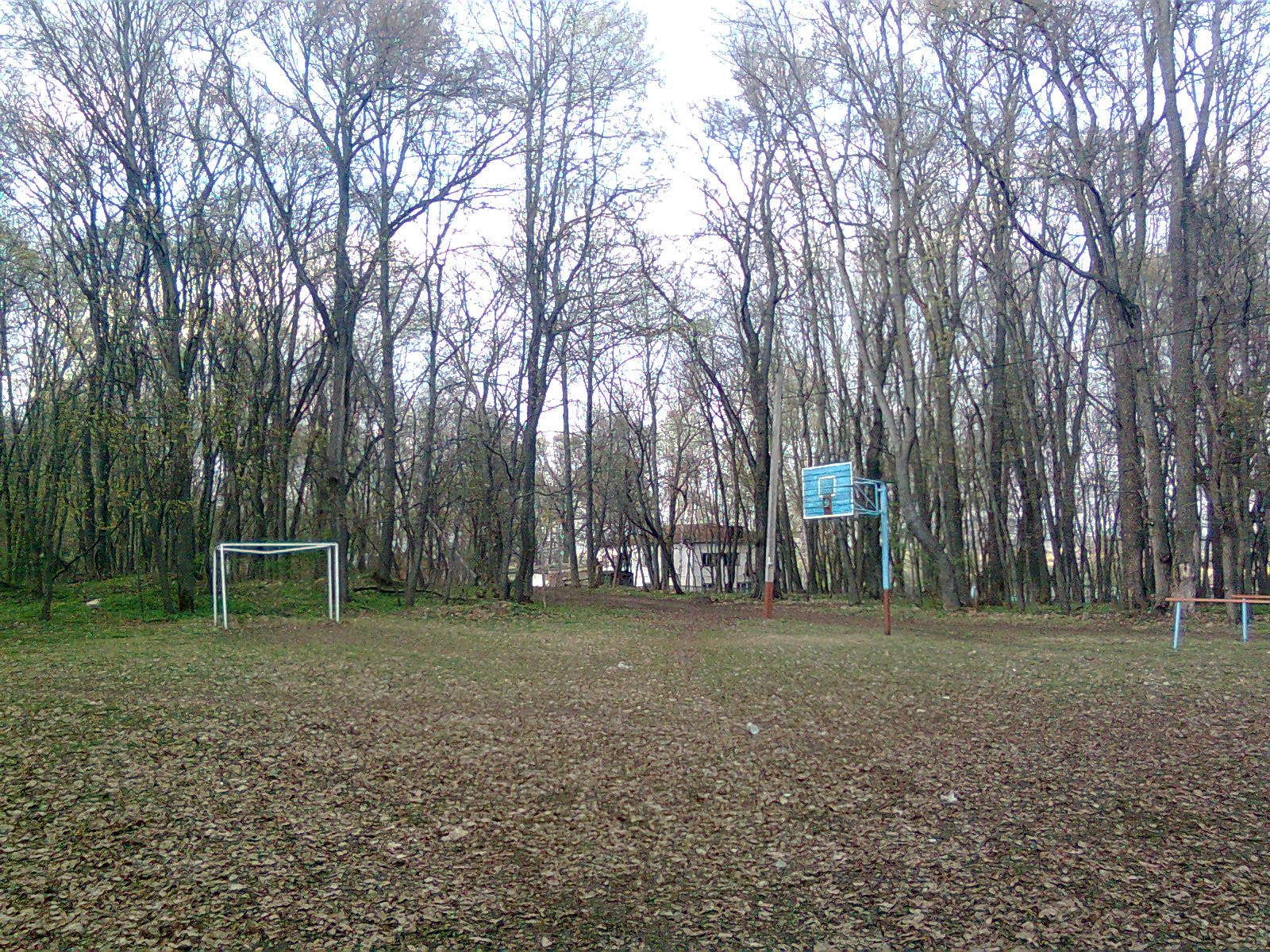
Школьная площадка в парке
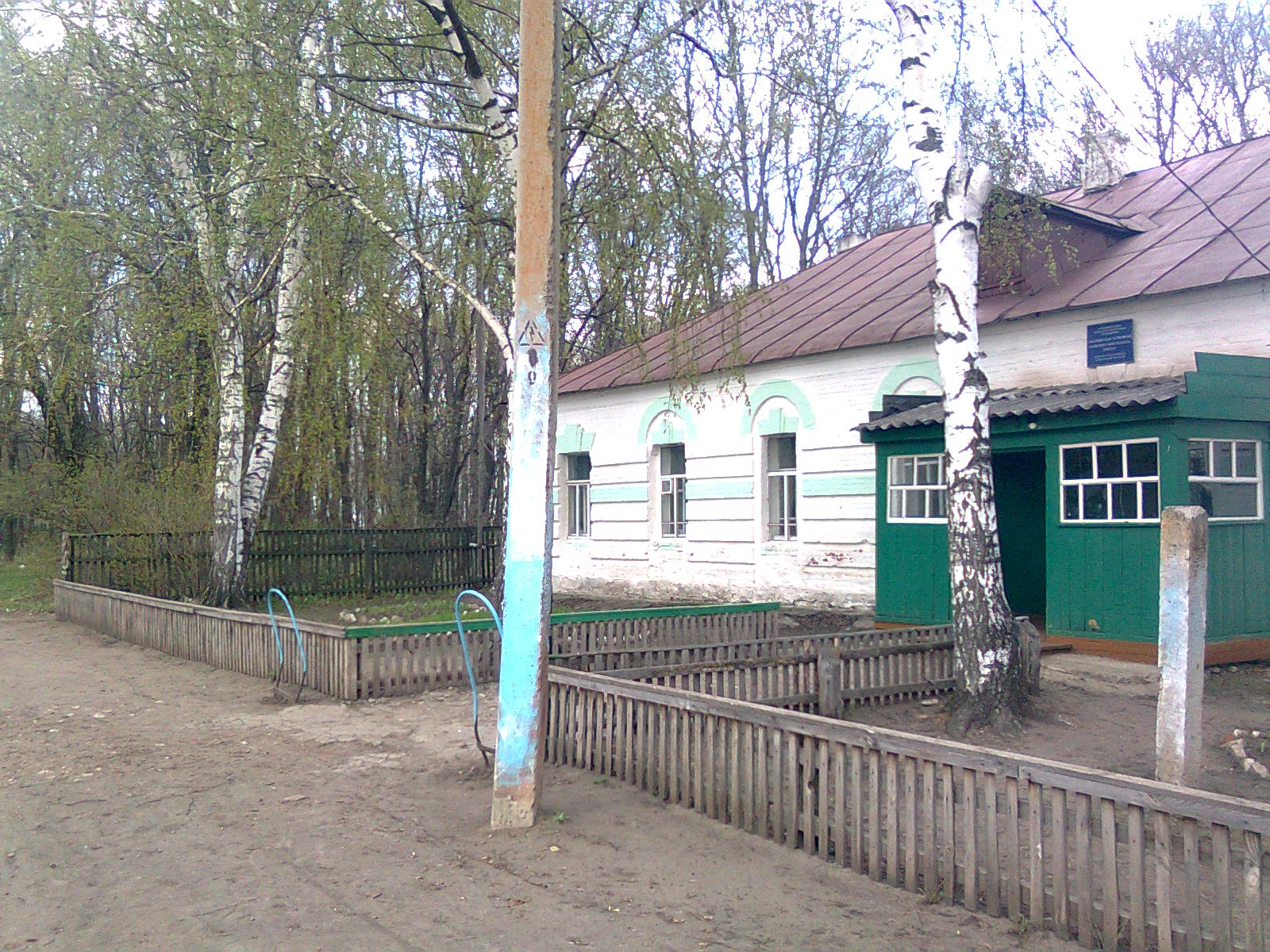
Школа